# Орей (От Виен)
Орей (на френски: Aureil) е община в департамент От Виен, регион Нова Аквитания, Франция. Има население от 993 души и обща площ от 10,17 km2. Намира се на 330 – 481 m надморска височина. Пощенският ѝ код е 87220.